# Impendle Local Municipality
Impendle (englisch Impendle Local Municipality) ist eine Lokalgemeinde im Distrikt uMgungundlovu der südafrikanischen Provinz KwaZulu-Natal. Der Verwaltungssitz der Gemeinde befindet sich in der Stadt Impendle. Bürgermeister ist Sizwe G. Ndlela.
Der Name der Gemeinde kommt von einer kriegerischen Auseinandersetzung der Griqua mit den Farmern im 18. Jahrhundert. Den Griqua wurde Viehdiebstahl vorgeworfen und die Farmer griffen sie an, um ihr Eigentum zu beschützen. Die Griquas setzten sich mit Speeren zur Wehr. Der Konflikt wurde impi-endle genannt, der isiZulu-Begriff für „ein Krieg von außen“ oder „Krieg in der Wildnis“.

## Geografie
Impendle ist eine ländliche Gemeinde am Fuß der Drakensberge. Die Topografie ist sehr unterschiedlich. Die Landschaft im östlichen Teil der Gemeinde ist hügelig und wird für die Landwirtschaft benutzt. Das zentrale Gebiet liegt in höheren Bergen, was dazu führt, dass es nur noch Siedlungen entlang von Straßen und Flüssen gibt. Je westlicher gelegen, desto weniger besiedelt ist die Landschaft. Das Bergland gilt als Wasserspeicher für KwaZulu-Natal. Der Süden liegt im Einzugsgebiet des Mkhomazi River und der Nordosten in dem des Mngeni River.
Impendle grenzt im Norden an die Gemeinde uMngeni und im Osten an Msunduzi. Südlich von Impendle liegt die Gemeinde Alfred Duma und westlich das ehemalige District Management Area Mkhomazi Wilderness Area. Die wichtigsten Orte in der Gemeinde sind Boston, Impendle und Lower Loteni.

## Städte und Orte
- Bucklands
- Cibelichle
- Enguga
- Ga-Keta
- Gomane
- Gwanovuga
- Impendle
- Mgodi
- Nzinga
- Simolobha
- Sithunjwana

## Bevölkerung
Im Jahr 2011 hatte die Gemeinde 33.105 Einwohner auf einer Fläche von 949 Quadratkilometern. Davon waren 98,9 % schwarz und 0,5 % weiß. Erstsprache war zu 93,3 % isiZulu, zu 1,8 % Englisch, zu 1,6 % Sesotho und zu 1,2 % isiNdebele.

## Wirtschaft
Die wirtschaftlichen Aktivitäten innerhalb der Gemeinde beschränken sich neben dem Tourismus auf Land- und Forstwirtschaft. Seit Mitte des 19. Jahrhunderts wird Viehzucht zur Milchproduktion betrieben. Außerdem werden Mais und anderes Getreide sowie Gemüse angebaut. Die Lage am Fuß der Drakensberge mit der hügeligen Landschaft und den Naturschutzgebieten bieten der Gemeinde ein hohes Potenzial in der Tourismusbranche.
Im Gegensatz zu vielen anderen kleinen Städten in Südafrika entwickelte sich die Stadt Impendle nicht als Dienstleistungszentrum für die umliegenden landwirtschaftlichen Betriebe. Die Stadt diente als Verwaltungssitz des Impendle magisterial district. Daher ist die Stadt als wirtschaftliches und Handelszentrum der Gemeinde nicht gut ausgebaut.

## Sehenswürdigkeiten
- Das Impendle Nature Reserve ist ein Naturschutzgebiet, das seltene und vom Aussterben bedrohte Arten beherbergt. Deshalb ist der Park nur mit spezieller Genehmigung zugänglich.[3]